# Municipio de Gerber
El municipio de Gerber (en inglés: Gerber Township) es un municipio ubicado en el condado de Stutsman en el estado estadounidense de Dakota del Norte. En el año 2010 tenía una población de 9 habitantes y una densidad poblacional de 0,1 personas por km².

## Geografía
El municipio de Gerber se encuentra ubicado en las coordenadas 47°11′16″N 99°26′34″O / 47.18778, -99.44278. Según la Oficina del Censo de los Estados Unidos, el municipio tiene una superficie total de 92.4 km², de la cual 86,96 km² corresponden a tierra firme y (5,89 %) 5,44 km² es agua.

## Demografía
Según el censo de 2010, había 9 personas residiendo en el municipio de Gerber. La densidad de población era de 0,1 hab./km². De los 9 habitantes, el municipio de Gerber estaba compuesto por el 100 % blancos. Del total de la población el 0 % eran hispanos o latinos de cualquier raza.